# Frida Wilhelmina Amsler-Rauschenbach

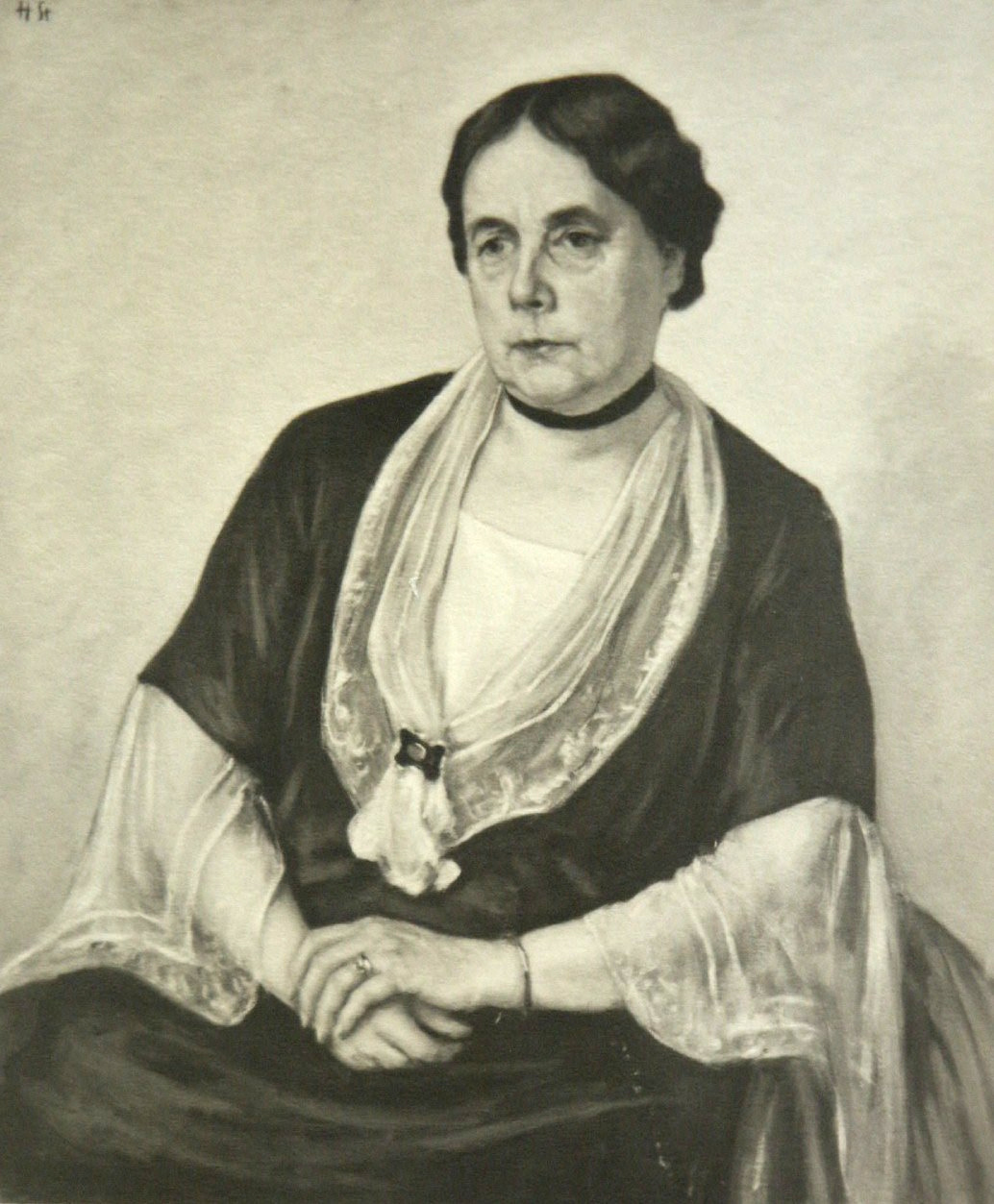
Frida Amsler (Hans Sturzenegger, 1925)

Frida Wilhelmina Amsler-Rauschenbach (* 9. Februar 1864 in Schaffhausen; † 21. Februar 1946 ebenda) war eine Schweizer Frauenrechtlerin.

## Leben
Frida Rauschenbachs Eltern waren der Nagelfabrikant Conrad Rauschenbach und Emma geb. Ziegler. Sie war das einzige Kind und wurde im «Grossen Haus» am Fronwagplatz geboren. Im Alter von drei Jahren verlor sie ihren Vater. Am 1. Dezember 1888 heiratete sie den Ingenieur und Fabrikanten Alfred Amsler (1857–1940). Bis 1901 brachte sie zwei Söhnen und vier Töchter zur Welt. Sie starb kurz nach ihrem 82. Geburtstag in ihrer Heimatstadt.

## Wirken
Bis 1919 hatte Frida Amsler nachweislich nie dem Vorstand des Gemeinnützigen Frauenvereins Schaffhausen angehört. Als der Verein in diesem Jahr eine Kommission zur Förderung des Frauenstimmrechts bildete, wurde sie am 2. April einstimmig zur Präsidentin gewählt. Am 2. Oktober 1919 folgte die Gründung des Frauenstimmrechtsvereins, den Amsler zusammen mit der «roten Schulmeisterin» Regina Kägi-Fuchsmann, einer 25 Jahre jüngeren Sozialistin, führte. Die beiden Frauen setzten sich auch für die Lohngleichheit und für eine Mutterschaftsversicherung ein. Im Jahr 1920 gründeten sie die Frauenzentrale, deren gesamtschweizerische Präsidentin Kägi von 1923 bis 1925 wurde. Wiederum ein Jahr später kamen im Mai die Delegierten des Schweizerischen Verbandes für Frauenstimmrecht im Schaffhauser Grossratssaal zusammen. Während das «Echo vom Rheinfall» ausführlich berichtete, ignorierte das «Intelligenzblatt» die Versammlung.
Vor der Einführung der Alters- und Hinterlassenenversicherung (AHV) ging der Frauenverein auf die Strasse und machte mit Plakaten und Flugblättern auf den Ausschluss der Frauen von der Abstimmung aufmerksam. Im Jahresbericht von 1926 schrieb Amsler «Wir können nur von Arbeit im kleinen berichten, aber das Ziel dieser Arbeit, die Gleichstellung von Mann und Frau, soll uns ein steter Ansporn sein, in unserer Tätigkeit nicht zu erlahmen.» In der Fabrikantenfamilie Amsler wurde ihr öffentliches Engagement «grösstenteils totgeschwiegen». Nachdem ihr Mann an einer bedrohlichen Augenkrankheit litt, trat sie 1928 vom Präsidium des Frauenstimmrechtsvereins (der späteren AFPS) und in der Folge von weiteren öffentlichen Ämtern zurück.